# 164
| 164                |
| ------------------ |
| Dødsfald - Fødsler |
|                    |

| Gregoriansk kalender | 164 CLXIV               |
| Ab urbe condita      | 917                     |
| Armensk kalender     | I/T                     |
| Kinesiske kalender   | 2860 – 2861 癸卯 – 甲辰 |
| Etiopisk kalender    | 156 – 157               |
| Jødisk kalender      | 3924 – 3925             |
| Hindukalendere       |                         |
| - Vikram Samvat      | 219 – 220               |
| - Shaka Samvat       | 86 – 87                 |
| - Kali Yuga          | 3265 – 3266             |
| Iransk kalender      | 458 BP – 457 BP         |
| Islamisk kalender    | 472 BH – 471 BH         |

Se også 164 (tal)

## Begivenheder
- 25. januar – Makkabæerne under ledelse af Judas Makkabæus indtager templet i Jerusalem. På denne dag fejres stadig Chanukka-festen.

## Født
- Macrinus, romersk kejser